# Félix Savón
Félix Savón Fabré (* 22. září 1967, San Vicente (Kuba)) je bývalý kubánský boxer, trojnásobný olympijský vítěz, šestinásobný amatérský mistr světa a trojnásobný vítěz Panamerických her v těžké váze.
V kariéře zaznamenal 387 vítězství a 21 porážek. Promotér Don King mu nabízel profesionální angažmá, ale Savón dal přednost kubánské reprezentaci. Na MS 1997 prohrál ve finále s Ruslanem Čagajevem, který byl však později diskvalifikován za porušení amatérských pravidel. Na MS 1999 v Houstonu nenastoupil k finálovému zápasu na protest proti tomu, že domácí rozhodčí podle něj poškodili některé jeho kolegy z kubánského týmu. Po ukončení kariéry se stal trenérem, vedl kubánské boxerské družstvo na OH 2004.

## Výsledky na olympiádě
1992
- Krzysztof Rojek (Polsko) RSC 2. kolo
- Bert Teuchert (Německo) 11:2
- Danell Nicholson (USA) 13:11
- Arnold Vanderlyde (Nizozemsko) 23:3
- David Izonritei (Nigérie) 14:1

1996
- Andrej Kurňavka (Kyrgyzstán) 9:3
- Kwamena Turkson (Švédsko) RSC 1. kolo
- Georgi Kandelaki (Gruzie) 20:4
- Luan Krasniqi (Německo) bez boje
- David Defiagbon (Kanada) 20:2

2000
- Ojemaye Rasmus (Nigérie) 18:3
- Michael Bennett (USA) 23:8
- Sebastian Köber (Německo) 19:8
- Sultan Ibragimov (Rusko) 21:13